# سلیم زهانی
سلیم زهانی (انگلیسی: Slim Zehani؛ زادهٔ ۲۵ سپتامبر ۱۹۷۸) بازیکن هندبال اهل تونس است.
وی عضو تیم ملی هندبال تونس بود. او در بازی های المپیک تابستانی 2000 عضو شش تیم بود و شش مسابقه انجام داد. در سطح باشگاه برای اسپانیایی ST در تونس بازی کرد.